# Park Narodowy Patagonii (Argentyna)
Park Narodowy Patagonii (hiszp. Parque nacional Patagonia) – park narodowy w Argentynie położony w departamencie Lago Buenos Aires w północno-zachodniej części prowincji Santa Cruz. Utworzony został 21 stycznia 2015 roku. Zajmuje obszar 1064,24 km². Na zachód od niego znajduje się Park Narodowy Patagonii w Chile.

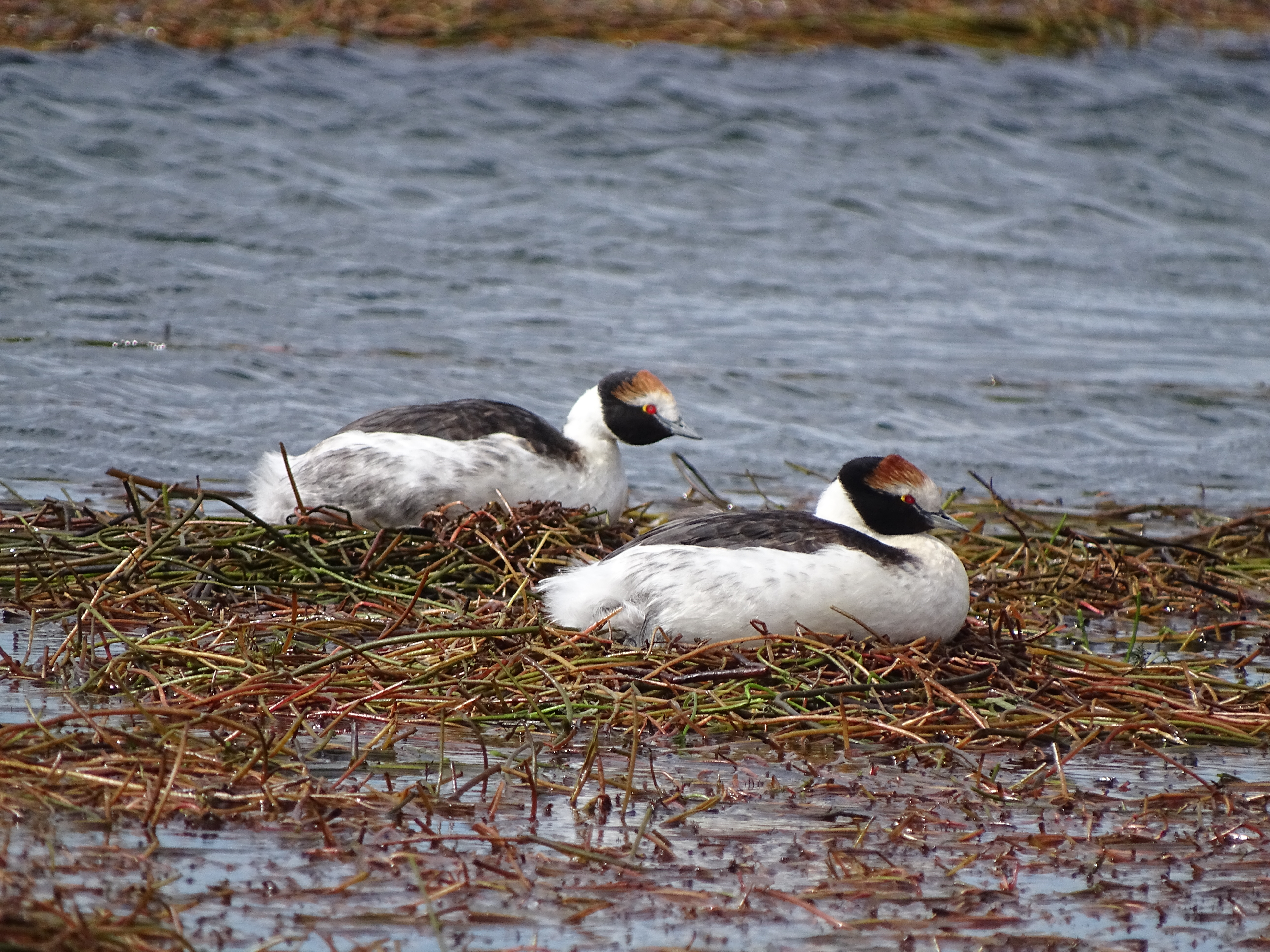
Perkozy argentyńskie na terenie parku

## Opis
Park obejmuje część płaskowyżu położonego na południe od jeziora Buenos Aires w Patagonii. Dominuje tu step, znajdują się liczne stożki wulkaniczne, jeziora, rzeki i wąwozy. 
Klimat umiarkowany chłodny, z niewielkimi opadami deszczu, silnymi wiatrami i mrozem przez cały rok.

## Flora
W parku występują typowe dla stepu patagońskiego rośliny takie jak np.: Mulinum spinosum, Festuca gracillima czy Azorella compacta. Rosną tu też m.in.: fiołek z gatunku Viola auricolor, Moschopsis ameghinoi i rośliny z rodzaju Calceolaria (pantofelnik).

## Fauna
Jednym z głównych powodów powstania parku była ochrona krytycznie zagrożonego wyginięciem (CR, Critically Endangered) perkoza argentyńskiego (Podiceps gallardoi). Znajduje się tu ponad połowa kolonii lęgowych tego ptaka. Jego sylwetka znajduje się w logo parku.
Inne ptaki tu występujące to m.in.: nandu plamiste, kusacz pampasowy, aguja wielka.
Z ssaków na terenie parku żyją m.in.: gwanako andyjskie, puma płowa, ocelot argentyński, nibylis andyjski, skunksowiec patagoński, nibylis argentyński, grizonek patagoński i puklerzyk różowy.
Występują tu też słabo zbadane jaszczurki z rodzaju Liolaemus, takie jak m.in. Liolaemus archephorus, Liolaemus silvanae i Liolaemus avilae.